# 2000人ギター弾き語り
2000人ギター弾き語り（2000にんギターひきがたり）は、毎年兵庫県神戸市において実施されているイベント。

## 概要
東日本大震災の被災地を弾き語りで応援するということを目的として実施されている。2000人を目標とされて集まった参加者が自らギターを持参し、演奏や合唱が行われている。
このイベントは福島県郡山市出身の男性が、音楽を通じて震災を忘れないようにしたいとして、神戸市在住のミュージシャンに呼びかけて行われてきた。2011年より毎年行われており、参加者から集められた募金でギターを買い、それを福島県などの学校に寄贈されてきた。
2017年のこのイベントは神戸市の市政である御崎公園球技場（ノエビアスタジアム神戸）利用促進事業の一つに選ばれ、神戸市営地下鉄海岸線と御崎公園球技場の利用促進を図るために実施され、主催は球技場を管理する神戸ウイングスタジアム株式会社であった。